# Dwergmineermotten
De dwergmineermotten (Nepticulidae) zijn een familie van vlinders in de superfamilie Nepticuloidea. De familie telt ruim 860 soorten, verdeeld over 23 geslachten (waarvan 1 uitgestorven), die over de gehele wereld voorkomen.
In de lijst hieronder worden de geslachten van deze familie gegroepeerd volgens de indeling die tot 2016 werd gehanteerd. Echter, in een uitgebreid DNA-onderzoek uit 2016 konden geen onderfamilies en geslachtengroepen worden herkend. In het artikel van E. van Nieukerken et al. (zie bronnen hieronder) wordt voorgesteld om de Nepticulidae niet meer in te delen in onderfamilies en geslachtengroepen. Veel auteurs hanteren echter nog de oude indeling in onderfamilies en geslachtengroepen.

## Geslachten
- niet in een onderfamilie ingedeeld
  - Brachinepticula Stonis & Diškus, 2018
- onderfamilie Nepticulinae
  - tribus Nepticulini
    - Enteucha Meyrick, 1915
      - = Johanssonia Borkowski, 1972 non Johanssonia Selensky, 1914
      - = Johanssoniella Koçak, 1981 (nomen novum voor Johanssonia Borkowski, 1972)
      - = Artaversala Davis, 1978
      - = Oligoneura Davis, 1978 non Oligoneura Bigot, 1878
      - = Manoneura Davis, 1979 (nomen novum voor Oligoneura Davis, 1978)

    - Varius Scoble, 1983
    - Simplimorpha Scoble, 1983
    - Stigmella Schrank, 1802
      - = Nepticula Heyden, 1843
      - = Dysnepticula Börner, 1925
      - = Astigmella Puplesis, 1984

    - Ozadelpha van Nieukerken, 2016
    -  † Stigmellites Kernbach, 1967

  - tribus Trifurculini
    - Neotrifurcula van Nieukerken, 2016
    - Hesperolyra van Nieukerken, 2016
    - Bohemannia Stainton, 1859
      - = Scoliaula Meyrick, 1895

    - Areticulata Scoble, 1983
    - Glaucolepis Braun, 1917
      - = Fedalmia Beirne, 1945
      - = Sinopticula Yang, 1989

    - Trifurcula Zeller, 1848
      - = Trifurcella Chambers, 1878
      - = Levarchama Beirne, 1945

    - Fomoria Beirne, 1945
    - Muhabbetana Koçak & Kemal, 2007
      - = Laqueus Scoble, 1983 non Laqueus Dall, 1870 (Brachiopoda)

    - Parafomoria van Nieukerken, 1983
    - Etainia Beirne, 1945
      - = Obrussa Braun, 1915

    - Acalyptris Meyrick, 1921
      - = Microcalyptris Braun, 1925
      - = Niepeltia Strand, 1934

    - Zimmermannia Hering, 1940
    - Ectoedemia Busck, 1907
      - = Dechtiria Beirne, 1945

    - Stigmellites Kernbach, 1967
      - = Ophiheliconoma Krassilov, 2008
- onderfamilie Pectinivalvinae
  - Roscidotoga Hoare, 2000
  - Casanovula Hoare in Hoare & van Nieukerken, 2013
  - Menurella Hoare in Hoare & van Nieukerken, 2013
  - Pectinivalva Scoble, 1983